# ایاز (هشترود)
ایاز (هشترود)، روستایی از توابع بخش مرکزی شهرستان هشترود در استان آذربایجان شرقی ایران است.

## جمعیت
این روستا در دهستان قرانقو قرار دارد و براساس سرشماری مرکز آمار ایران در سال ۱۳۸۵، جمعیت آن ۱۱۴ نفر (۲۲خانوار) بوده‌است.